# Eutênia

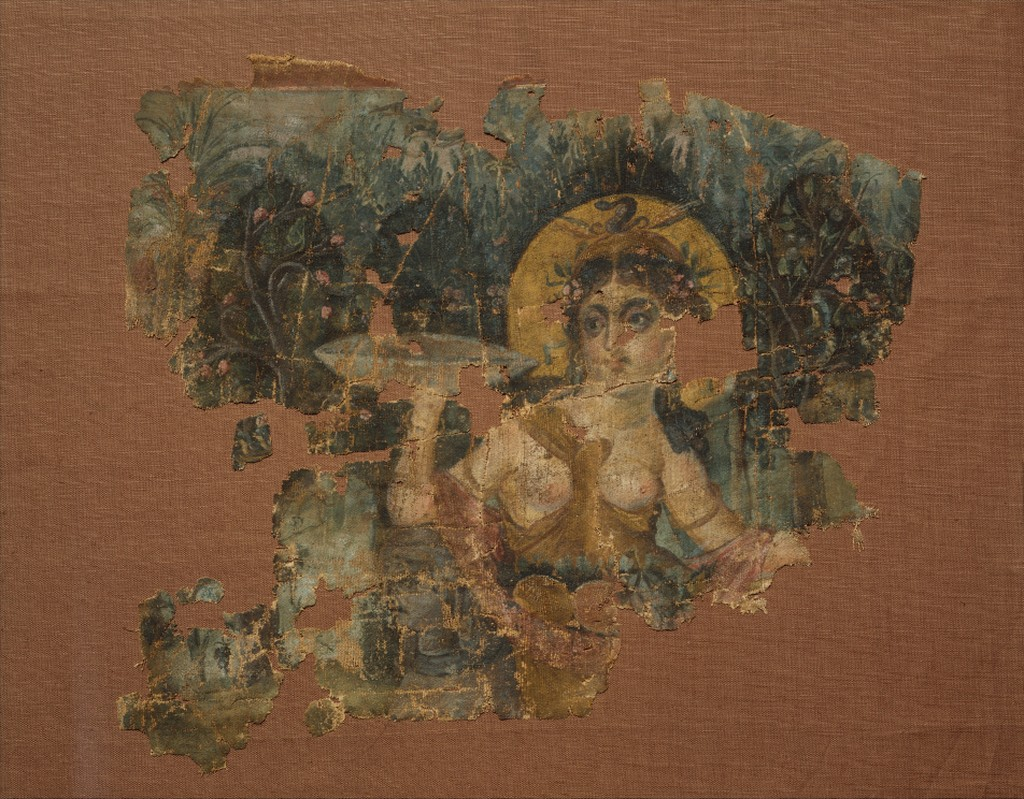
Eutênia em um jardim, século I, Akhmim (Khemmis, Panopolis), Egito.

Eutênia (português brasileiro) ou Euténia (português europeu) (em grego: Ευθηνια) era uma figura da mitologia grega, um espírito feminino que personificava a prosperidade para os antigos gregos. Sua antítese era Pênia, e suas irmãs eram Eucleia, Filofrósine e Eufeme. Juntamente com suas irmãs, era considerada uma das Cáritas mais jovens. De acordo com os fragmentos órficos, seus pais eram Hefesto e a graça Aglaia.